# كوسموس 110
كوسموس 110 (بالروسية: Космос 110) كانت مركبة فضاء سوفيتية انطلقت في 22 فبراير 1966 من ميناء بايكونور الفضائي على متن صاروخ فسخود. حملت المركبة كلبين، فيترك وأجليوك. كانت واحدة من أكثر التجارب شهرة في سلسلة طويلة من أقمار كوسموس الاصطناعية.

## المهمة
انطقلت مركبة كوسموس 110 باستخدام صاروخ فسخود 11 أيه 57 إس/إن آر15000-06، والذي انطلق من الموقع 31/6 في ميناء بايكونور الفضائي. وقع الإطلاق في 20:09 بتوقيت جرينتش في 22 فبراير 1966. انفصلت المركبة كوسموس 110 عن مركبة الإطلاق إلى مدار أرضي منخفض بنقطة حضيض 190 كلم، وأوج 882 كلم، وميل 51.9° وفترة مدارية قدرها 95.3 دقيقة.
ضمت المركبة كبسولة إعادة الدخول للهبوط بالمعدات العلمية وعناصر الاختبار. واستخدمت المركبة لإجراء اختبارات أحيائية خلال حزام فان آلن الإشعاعي مع الكلبين فيترك وأجليوك. وبالإضافة إلى الكلبين، حملت المركبة مجموعة متنوعة من النباتات المرطبة قبل الإطلاق. وفي 16 مارس 1966، بعد 22 يومًا في المدار، هبطت المركبة إلى الأرض واستعيدت في 14:09 بتوقيت جرينتش. ودار الكلبان حول الأرض 330 دورة.
بشكل عام، أظهرت المهمة أن الرحلات الفضائية الطويلة لها تأثيرات محددة ولكنها متغيرة على النباتات، حيث أنتج بعضها نتائج أفضل من تلك التي أنتجتها على الأرض.
أظهر الكلبان تجفافًا حادًّا، ونقصًا في الوزن، وفقدان العضلات واستغرقا عدة أسابيع للتعافي الكامل.
ظلت مدة رحلة كوسموس 110 رقمًا قياسيًّا لم يحطمه البشر حتى مهمة سكايلاب 2 في 1974، وتظل رحلة كوسموس 110 أطول رحلة فضائية لكلاب.